# Барбара Валентин
Ба́рбара Валенти́н (нем. Barbara Valentin, настоящее имя Урсула Ледерштегер (Ursula Ledersteger); 15 декабря 1940, Вена — 22 февраля 2002, Мюнхен) — австрийская актриса

.

## Биография
Барбара Валентин родилась в семье сценографа Ханса Ледерштегера и актрисы Ирмгард Альберти. По окончании актёрской школы в конце 1950-х годов её заметил кинопродюсер Вольф. К. Хартвиг. Дебютным фильмом Валентин стала лента Du gehörst mir 1958 года. За пышные формы Барбару Валентин прозвали «чудо-бюстом» и записали в секс-бомбы. Валентин известна романами со многими известными и состоятельными мужчинами, прослыла скандальной личностью и отличалась вольностью нравов.
Хотя Барбара не любила отчима, морского хирурга Эрвина Валентина, но в 1950-х годах, прежде чем уехать в Мюнхен, взяла его более звучную фамилию, чем Ледершлегер.
Характерной актрисой Валентин стала только благодаря сотрудничеству с Райнером Вернером Фасбиндером. Она сыграла в экранизации романа Теодора Фонтане «Эффи Брист», в фильмах «Марта», «Лили Марлен» и «Мир на проводе».
Состояла в первом браке с берлинским предпринимателем Рольфом Людером, в 1963 году у них родился сын Ларс Оливер. Вторым супругом Валентин стал адвокат д-р Эрнст Райхардт, в этом браке родилась дочь Минки. Третий брак Валентин заключила в 1976 году с кинорежиссёром Гельмутом Дитлем. В средствах массовой информации неоднократно сообщалось о наркотической зависимости Валентин. Краткий роман связывал Валентин с предпринимателем Рольфом Эденом. В 1980-х годах Валентин состояла в связи с певцом Фредди Меркьюри, который тепло отзывался об этих отношениях. После его смерти Валентин активно участвовала в борьбе с ВИЧ-инфекцией. Снялась в нескольких музыкальных клипах.
После кровоизлияния в мозг в 2001 году находилась в коме и передвигалась в инвалидном кресле. Скончалась в 2002 году в возрасте 61 года от кровоизлияния в мозг и была похоронена на Восточном кладбище в Мюнхене.

## Избранная фильмография
- 1960: Ужасы паучьего острова / Ein Toter hing im Netz
- 1972: Король, дама, валет (англ.[англ.]) / King, Queen, Knave
- 1973: Мир на проводе / Welt am Draht
- 1974: Нора Хельмер / Nora Helmer
- 1974: Страх съедает душу / Angst essen Seele auf
- 1974: Кулачное право свободы / Faustrecht der Freiheit
- 1979: И снова лесной разбойник / Neues vom Räuber Hotzenplotz
- 1980: Берлин, Александерплац / Berlin Alexanderplatz
- 1981: Лили Марлен / Lili Marleen
- 1983: Остров кровавой плантации / Die Insel der blutigen Plantage